# Eduardo de la Barra (historietista)
Eduardo de la Barra von Bennewitz, conocido como Eduardo de la Barra (Chillán, 18 de diciembre de 1942–Santiago, 10 de noviembre de 2013) fue un historietista chileno, creador del personaje Palomita.

## Biografía
Eduardo de la Barra desde niño tuvo un gusto y desarrollo por el dibujo, apoyado por sus padres y su hermano mayor pero no de sus profesores en el colegio. Estudió en la Escuela México donde los murales de David Alfaro Siqueiros lo impresionaron bastante, eso lo llevó al camino del arte. Un compañero de clases lo llevaría de visita a la editorial Zig-Zag, aquí De la Barra recorrería la editorial como un niño explorando algo desconocido, principalmente cuando conoce a los dibujantes de la revista Okey. Las visitas comenzaron a prolongarse con el tiempo, y quedó como ayudante del dibujante Pepo en Condorito. 
En la década de los sesenta, De la Barra fue ilustrador en el taller de arte de Messina y Moreno. En 1964 comenzó sus estudios en la Universidad de Chile en la escuela de artes aplicadas. Entre 1965 y 1973 trabajó en la revista Punto Final en la contraportada, y en 1969 en La Chiva colaborando en los chistes unitarios o ad-honorem.
Entre 1972 y 1973, participó en La Firme haciendo sus propios guiones e ilustraciones. Después del golpe de Estado de 1973, muchos dibujantes sufrieron la cesantía por la censura y la situación problemática en el país. De la Barra tuvo que trabajar en empleos esporádicos, y a dibujar para el extranjero, con escasa retribución por sus envíos, hasta vendiendo quesos. En 1982 estuvo en la revista Apsi y en Cauce en 1983, haciendo tiras humorísticas en el suplemento La Cacerola, hacia la democracia con humor, en uno de los ejemplares, retrató a Pinochet como un emperador romano detrás de unas lápidas, haciendo alusión a los detenidos desaparecidos. 
En 1989, su participación más importante en su carrera de dibujante fue en el suplemento Topaze y Sentido del Rumor, en el diario La Tercera. También fue director y creador de la revista erotica 100%, la serie más memorable que tuvo la revista fue Chúcaro Follones contador, una especie de payador picaresco, que incluso tuvo un álbum recopilatorio. En 1994 De la Barra abandona la revista 100% por diferencias artísticas. 

### Palomita
En 1984, De la Barra trabajó en el diario La Cuarta en su tira humorística de corte picaresco llamada Palomita. Fue creada junto a Jorge Montealegre en textos, pero desde hace muchos años lo realizaba en solitario, y dio vida al suplemento de entretención Hachita y Cuarta. También creó a los investigadores El Piola y El Jaiba, además de incluir juegos de ingenio dentro del suplemento, donde señala haber puesto más de una inserción política que no fue detectada. Entre la década de los 90 y en los 2000 continuaba dibujando a Palomita, hasta el final de sus días.

### Zombies en la Moneda
En 2009. Eduardo de la Barra tuvo una participación en el cómic recopilatorio Zombies en la Moneda, donde se une a las nuevas generaciones artísticas, demostrando su versatilidad, al lograr el manejo de los adelantos tecnológicos. 
En mayo de 2013, la editorial Mythica Ediciones publicó un libro recopilatorio llamado Corazón de Tinta, donde se destaca su trayectoria de sus 50 años como historietista.

### Muerte
Eduardo de la Barra murió el 10 de noviembre de 2013, a los 70 años de edad, dejando un legado en la historia del cómic chileno.